# David Pérez Pallas
David Pérez Pallas (Vigo, Pontevedra, España, 24 de agosto de 1987) es un árbitro de fútbol español que actúa como árbitro VAR en la Segunda División de España. Pertenece al Comité Técnico de Árbitros de Galicia.

## Trayectoria
Durante sus siete temporadas en el fútbol español ha arbitrado 156 partidos, mostrando un total de 932 tarjetas amarillas y 56 tarjetas rojas. Su temporada más prolífica en el ámbito disciplinario fue la temporada 2011/12 en la que, militando en la Segunda División "B" de España promedió más de 7 tarjetas amarillas y 1 roja por partido.

## Temporadas
| Categoría            | País   | Año       |
| -------------------- | ------ | --------- |
| Segunda División "B" | España | 2010-2012 |
| Segunda División     | España | 2012-     |